# Regeneration (Schweiz)

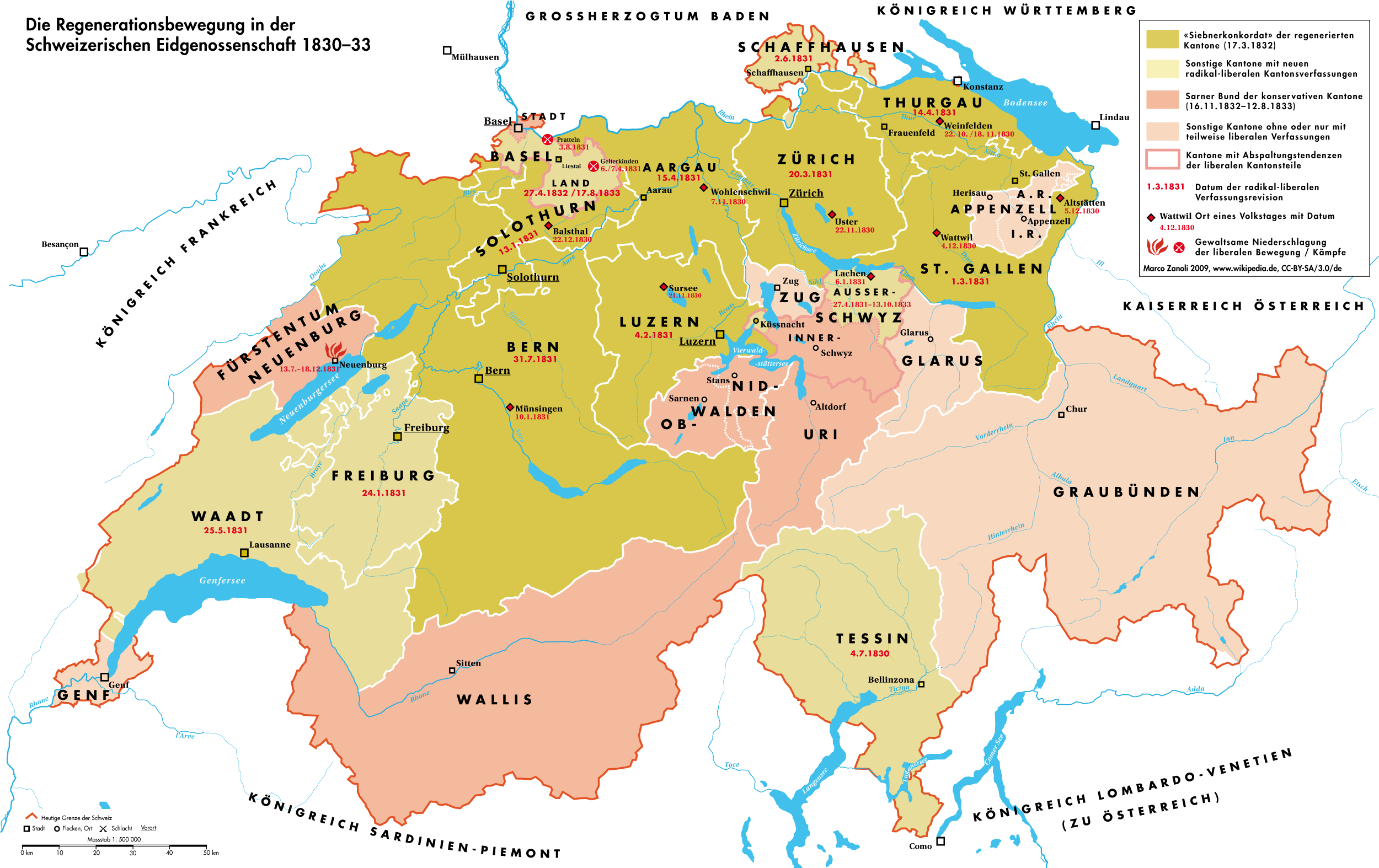
Karte zur Regenerationsbewegung in der Schweiz 1830–33

Die Regeneration (von lateinisch regeneratio ‚Erneuerung‘) ist eine Phase der Schweizer Geschichte. Als «Regenerationszeit» gilt die Zeit zwischen 1830 und 1848, das heisst zwischen dem Ende der Restauration (1815–1830) und dem Ende des Sonderbundskriegs von (1847/48). 1839–1844 kam es zu einer Reihe von konservativen Gegenbewegungen, auf die 1845–1847 eine Radikalisierung der Regenerationsbewegung folgte, als deren Kulmination die Bundesstaatsgründung 1848 gelten kann.

## Die Restauration in der Schweiz

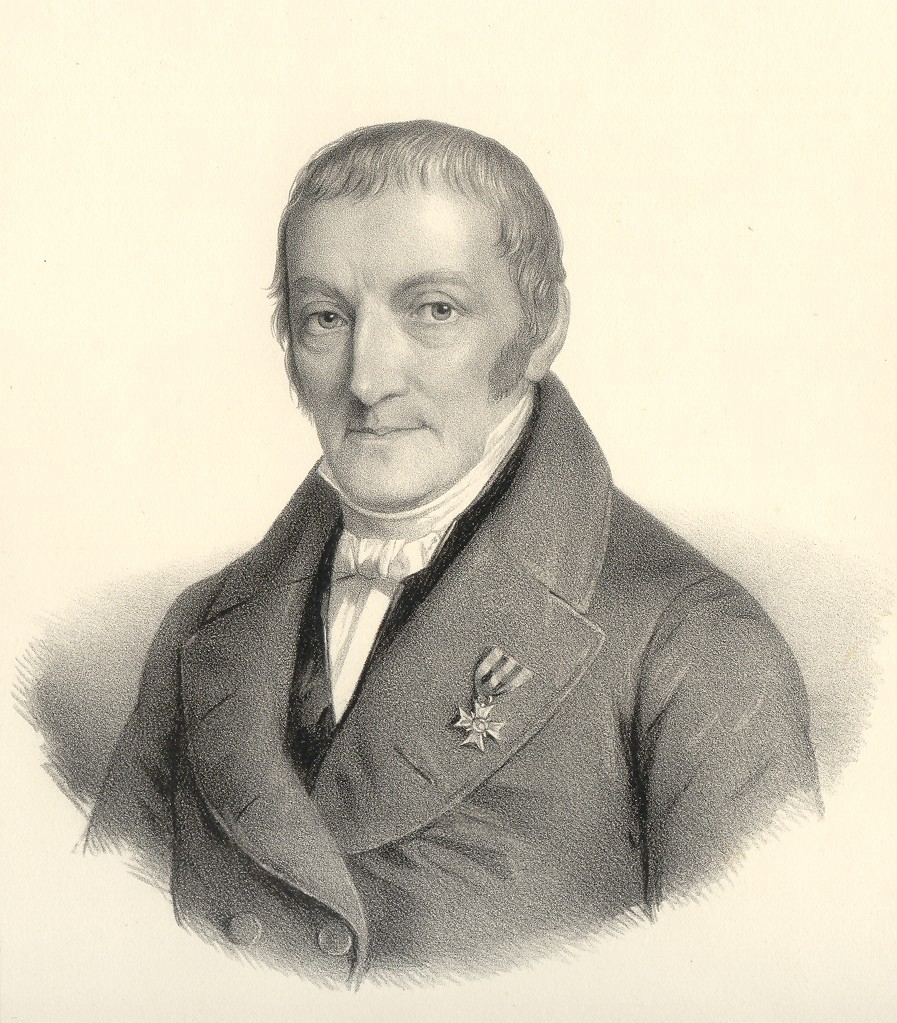
Der Berner Karl Ludwig von Haller legte in seinem Werk «Restauration der Staatswissenschaft» das restaurative Staatsideal dar und gab der Epoche der Restauration ihren Namen

Ähnlich wie in anderen Ländern Europas kam es auch in der Schweiz 1814/15 nicht zu einer völligen Wiederherstellung der Zustände vor der Revolutionszeit. Die Lange Tagsatzung vom 6. April bis 31. August 1815 setzte jedoch in allen Kantonen und auf eidgenössischer Ebene nach Möglichkeit das Staatsideal der Restaurationszeit durch. Die Prinzipien der Autorität und der Legitimität wie auch die Überzeugung, dass die alten Herrschafts- und Untertanenverhältnisse einer gottgewollten Ordnung entsprächen, bildeten das Fundament der neuen Staatsordnungen in den Kantonen. Der Staat war gemäss dem Ideal der Restaurationszeit nicht eine vom Volk in einem souveränen Akt geschaffene Institution (→Volkssouveränität), sondern stand aus eigener unbedingter Autorität über dem Volk. Freiheit wurde nicht als Ansammlung oder Katalog individueller Freiheits- bzw. Menschenrechte verstanden, sondern bestand in der Freiheit der Vorrechte im ständisch gegliederten Patrimonialstaat.
Konkret bedeutete die restaurative Staatsordnung in den alten Kantonen eine Rückkehr zur alten Rechtsungleichheit in den Landsgemeindekantonen (Uri, Schwyz, Ob-/Nidwalden, Zug, Glarus, beide Appenzell), zur Wiedereinsetzung der ländlichen bzw. städtischen Aristokratien und in den Städtekantonen (Bern, Zürich, Luzern, Solothurn, Freiburg, Schaffhausen, Genf) zur Herrschaft der Städte über die Landschaft. Dabei wurde die Vertretung der Landschaft jedoch nicht in allen Kantonen wie vor 1798 ganz abgeschafft, jedoch in den Kantonsparlamenten ein starkes Übergewicht städtischer Abgeordneter festgelegt. In Bern standen 99 Sitze der Landschaft 200 Sitzen für das städtische Patriziat gegenüber. In Zürich betrug das Verhältnis 82 Sitze der Landschaft gegenüber 130 Sitzen der Stadt. In Basel und Schaffhausen wurde hingegen die städtische Herrschaft weitgehend wiederhergestellt.
Die während der Revolution geschaffenen neuen Kantone Aargau, Thurgau, Waadt und St. Gallen blieben entgegen den Bestrebungen einiger konservativer Kreise bestehen. Auch die Untertanenverhältnisse wurden nicht wiederhergestellt, abgesehen von der prinzipiellen Rechtsungleichheit in einigen städtischen Kantonen und in Schwyz, wo faktisch die Bewohner ganzer Landschaften ihre politischen Rechte einbüssten. In den 1803 gegründeten Mediationskantonen wurden die Verfassungen so umgestaltet, dass durch einen hohen Zensus die Zahl der Aktivbürger stark reduziert wurde und dass durch indirekte Wahlverfahren, beispielsweise mit Bezirkslandsgemeinden, eine Verlängerung der Amtszeiten und eines Übergewichts der Regierungen (Kleiner Rat) gegenüber den Parlamenten (Grosser Rat), die Staatsgestaltung ein aristokratisches Gepräge erhielt. Trotzdem blieben in diesen Kantonen mehr freiheitliche Errungenschaften erhalten als in den alten Kantonen. Einen Spezialfall bildete der Kanton Neuenburg, in dem die Monarchie wiederhergestellt wurde.
Allgemein war die innenpolitische Situation durch eine ausgeprägte Austerität in der Verwaltung und im Auftreten der Kantone, durch Zensur, Einschränkung der Wirtschaftsfreiheit durch Wiedereinführung des Zunftzwangs und die Einschränkung der Bewegungsfreiheit durch die Abschaffung des Schweizer Bürgerrechts bzw. der Rückkehr zum Kantonsbürgerrecht gekennzeichnet. Durch die Aufhebung des gemeinsamen Marktes und der einheitlichen Währung wurde die Wirtschaft in die alte Kleinräumigkeit der Kantone zurückgeworfen. Im Alltag machte sich zudem die Wiederherstellung der kirchlichen Autorität stark bemerkbar; besonders in den katholischen Kantonen wurde dieser Prozess durch ein «Bündnis zwischen Obrigkeit und Altar» und die Berufung der Jesuiten verstärkt. Das Bildungswesen wurde erneut zu einer Domäne der Kirche. In den konfessionell einheitlichen Kantonen war die Religionsfreiheit wieder aufgehoben oder stark eingeschränkt, Ehen zwischen den Konfessionen verboten.

## Liberale Gegenkräfte und Forderungen
Die zentralen Forderungen der liberalen Bewegungen in der Schweiz waren Volkssouveränität, Aufhebung der Pressezensur, Trennung von Kirche und Staat, repräsentative Demokratie, Freiheit des Individuums und Rechtsgleichheit. Da die liberale Bewegung überwiegend von städtischen und ländlichen Eliten getragen war, neigte sie zu gewissen elitären Tendenzen. Sie lehnte etwa die Volksherrschaft durch direkte Demokratie ab und strebte Formen der repräsentativen Demokratie an, um das «ungebildete» Volk von den Staatsgeschäften fernzuhalten. Bewusst nahm man Einschränkungen in der Durchsetzung des Prinzips der Volkssouveränität in Kauf, um das Individuum gegen die «Pöbelherrschaft» zu schützen. Gleichzeitig waren die Liberalen jedoch bestrebt, die Bildung durch die Einführung von staatlichen Volksschulen, Kantonsschulen (Gymnasium) und Universitäten zu heben. Der Erfolg des Liberalismus bei den freiheitlich gesinnten Bevölkerungskreisen entsprach einerseits einem Bedürfnis nach Freiheit nach der politischen Unterdrückung durch die Restauration und besass andererseits grosse Anziehungskraft wegen seines idealistisch-optimistischen Fortschrittsglaubens und der Erwartungen materieller Besserstellung breiter Bevölkerungsschichten nach einer liberalen Reform.
Verfassungen im liberalen Sinn entstanden zuerst im Kanton Tessin 1830, dies noch vor der Julirevolution von 1830 in Frankreich, und danach bis 1831 in den Kantonen Zürich, Bern, Luzern, Freiburg, Solothurn, St. Gallen, Aargau, Thurgau und Waadt sowie etwas verspätet in Basel-Landschaft und Glarus. Dadurch wurde in den betroffenen Kantonen das Regiment der Aristokratie bzw. des Patriziats der wenigen alteingesessenen Familien oder der Stadt über die Landschaft beendet. Ein wichtiger Aspekt der Regenerationszeit war auch die Bauernbefreiung: In den regenerierten Kantonen wurden Gesetze erlassen, welche die Bauernfamilien von ihrer gut 1000-jährigen erblichen Bindung an Grundherren befreiten. Dies geschah allerdings in Form eines Loskaufs-Rechts: Da der hörige Bauernstand zumeist materiell arm war, dauerte es so noch Jahrzehnte, bis die Vertragsfreiheit für alle Bauernfamilien Realität wurde.
Auf nationaler Ebene setzte sich die liberale Bewegung für die Schaffung eines einheitlichen Wirtschaftsraumes ohne kantonale Zollschranken und mit einheitlicher Währung sowie eine Bundesrevision im Sinne einer stärkeren politischen Zentralisierung ein.
Die Regenerationsbewegung teilte sich früh in die radikal-freisinnige und in die liberale Bewegung auf, aus denen dann 1894 die Freisinnig-Demokratische Partei und 1913 die Liberale Partei der Schweiz gegründet wurden.
Es ist ein Merkmal der liberalen Erneuerungsbewegung in der Schweiz, dass sie einerseits stark geprägt war durch den Einfluss liberaler Emigranten und Flüchtlinge aus Deutschland, Frankreich und Italien und andererseits durchaus eigenständig in Form und Entwicklung dastand. Obwohl die grosse Welle der liberalen Umstürze und Verfassungsrevisionen erst durch die Julirevolution in Paris angestossen wurde, wurzelte sie in langsameren Entwicklungen, die in einigen Kantonen bereits vor 1830 zu ersten liberalen Erfolgen führten.

## Verlauf der liberalen Erneuerung

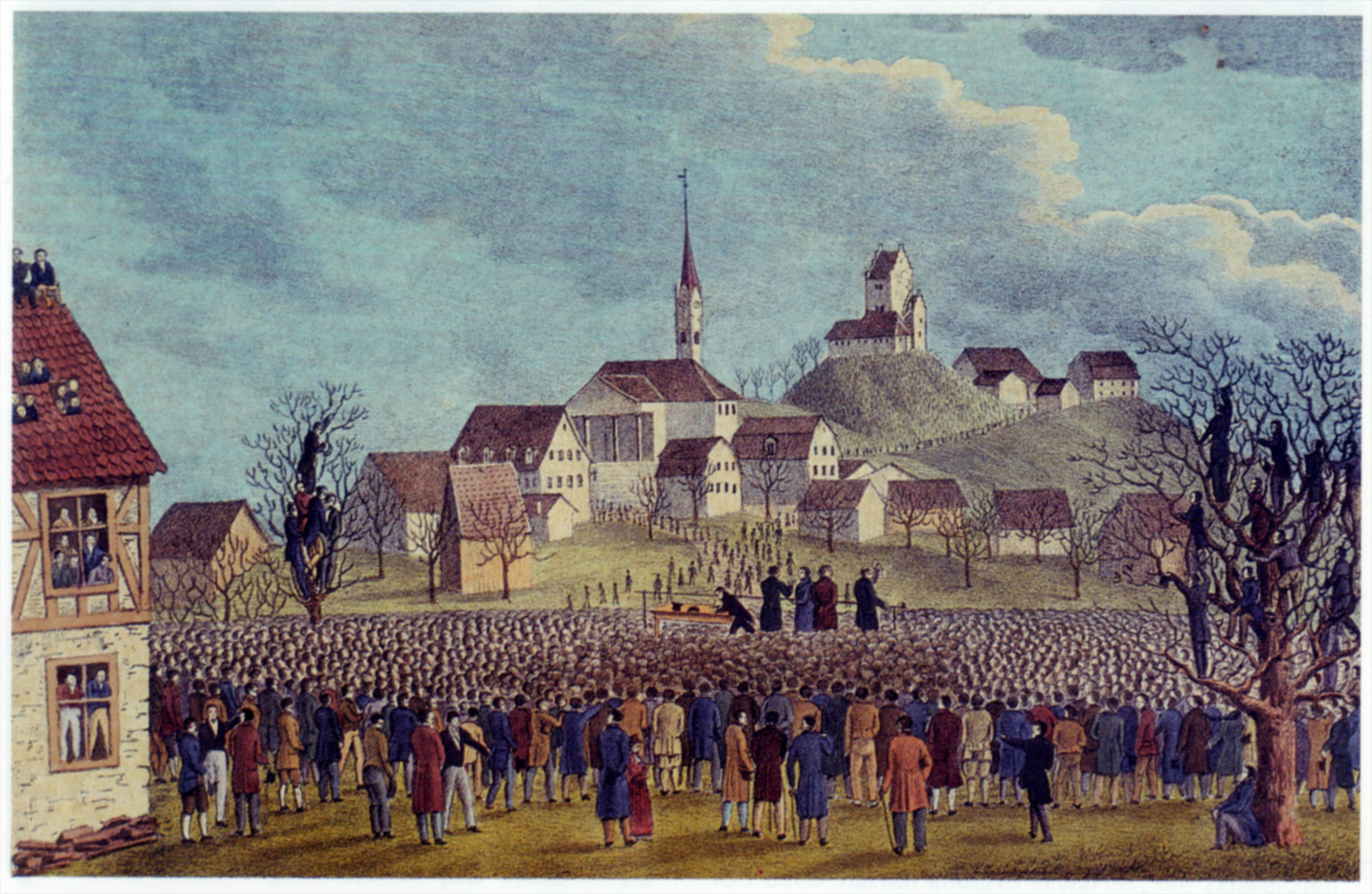
Darstellung der Volksversammlung von Uster am 22. November 1830

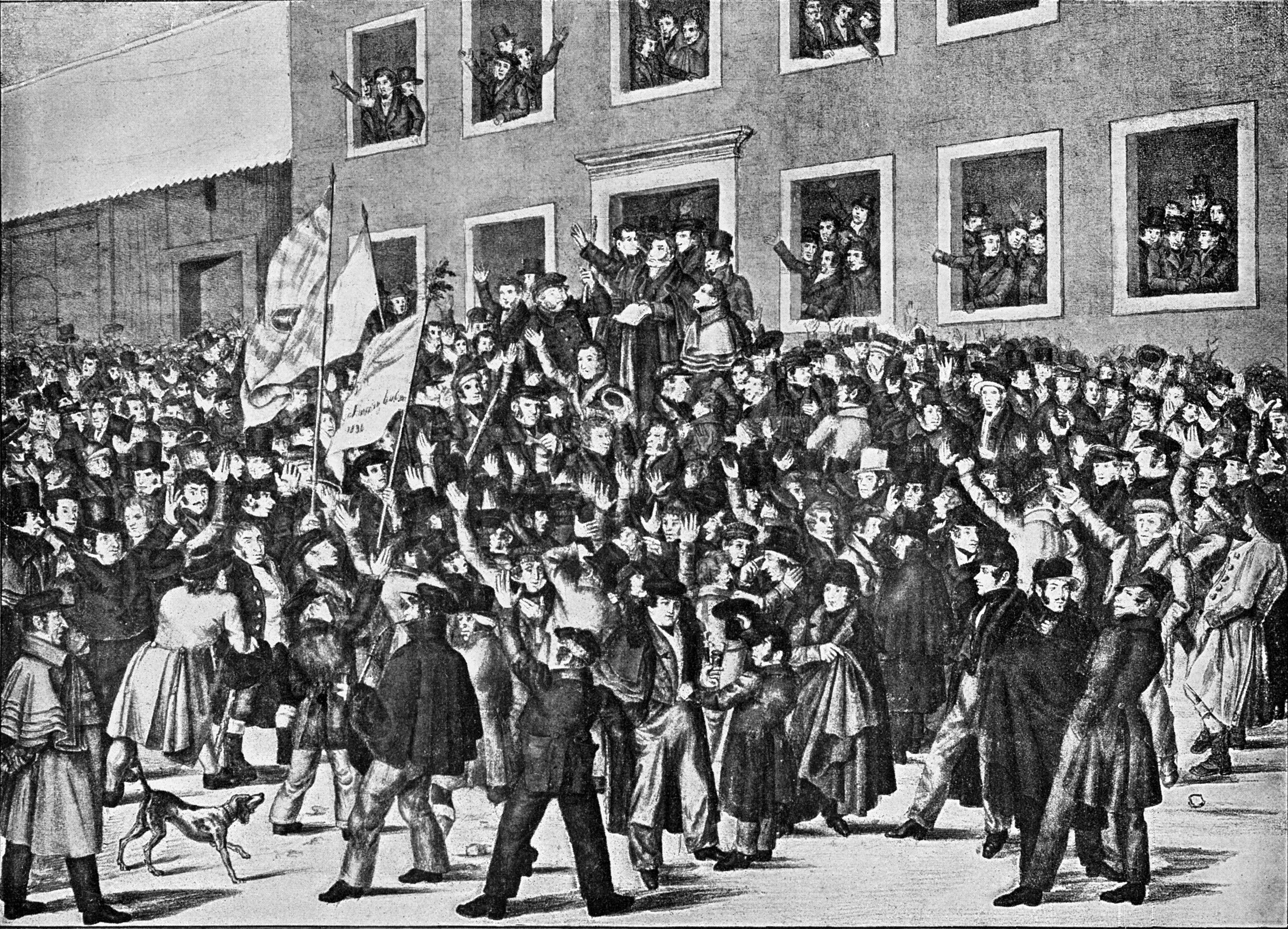
Die Volksversammlung von Balsthal am 22. Dezember 1830

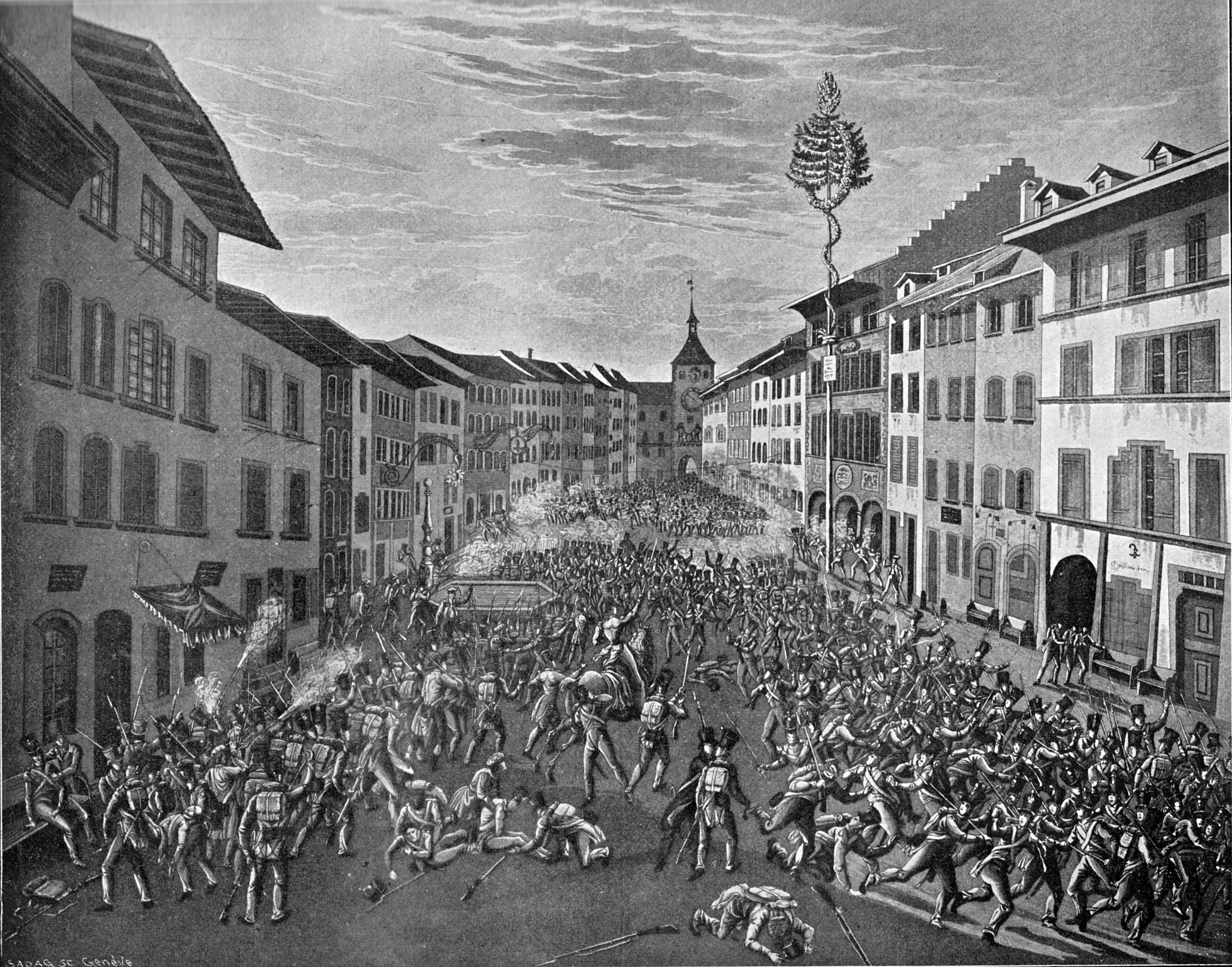
Strassenkampf in Liestal zwischen Truppen der Stadt Basel und Verbänden der Landschaft 1831

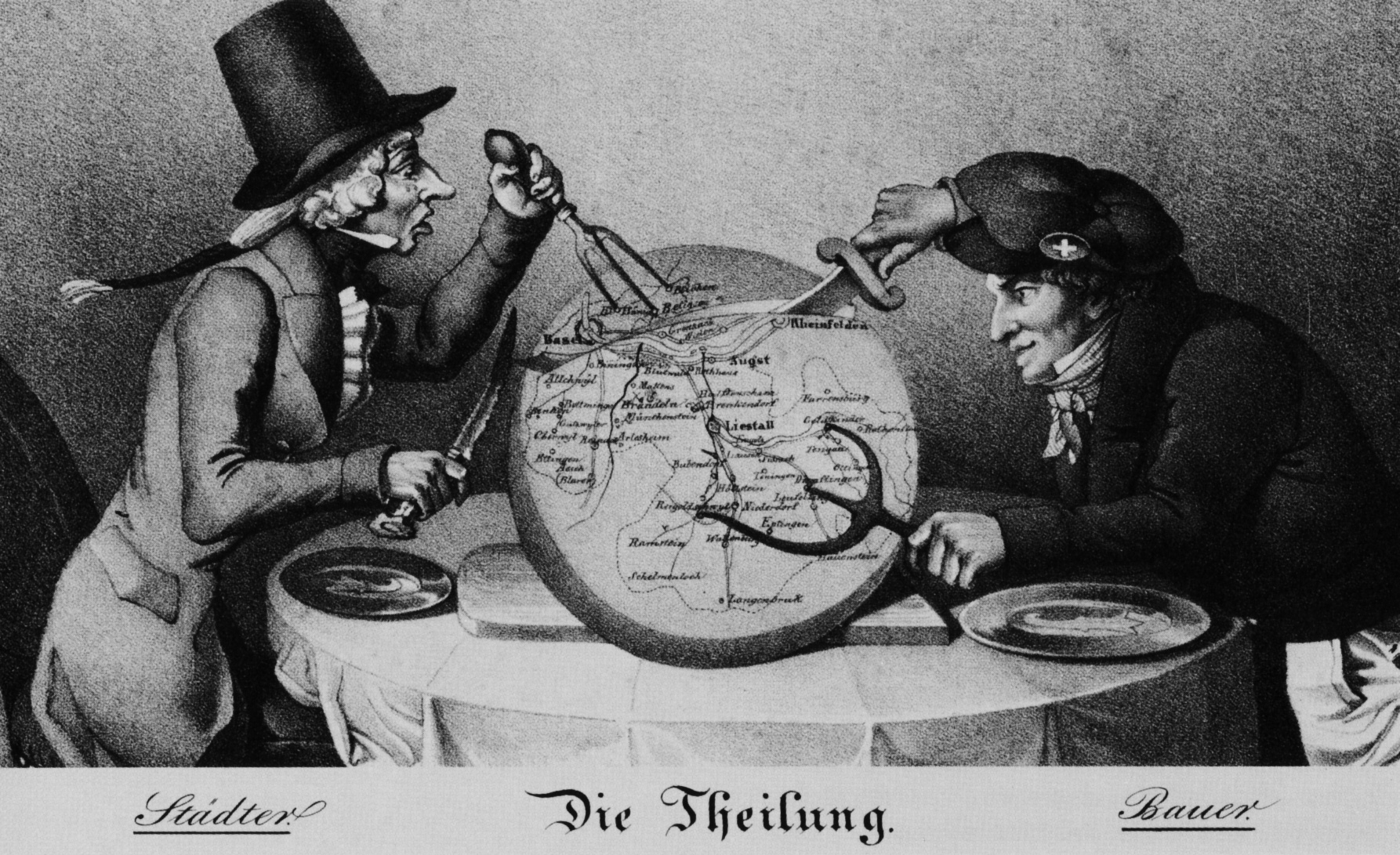
Karikatur auf die Basler Kantonsteilung 1833

Vorboten der liberalen Erneuerung waren bereits in den 1820er Jahren zu spüren. Trotz Zensur berichtete die Presse über die Freiheitskämpfe in Südamerika und Griechenland (→Griechische Revolution). 1826 erhielt die Presse in Zürich, Aargau und Luzern das Recht, Kritik an den parlamentarischen Verhandlungen und an der Geschäftsführung der Regierungen zu üben. Die Presse wurde damit zu einem wichtigen Vorkämpfer der liberalen Bewegung, besonders die Appenzeller Zeitung, die am 15. Juli 1828 gegründet wurde. Sie wurde zum Sprachrohr der führenden liberalen Politiker der Regenerationszeit: Ignaz Paul Vital Troxler, Thomas Bornhauser, Casimir Pfyffer und Gallus Jakob Baumgartner. Daneben vertraten die Neue Zürcher Zeitung von Paul Usteri und die Thurgauer Zeitung gemässigte liberale Positionen. In Luzern gelang es liberalen Politikern 1829, die Macht der Regierung zu beschränken, und auch in der Waadt erfolgte eine liberale Verfassungsrevision am 26. Mai 1830. Die Eigenständigkeit der liberalen Entwicklung in der Schweiz wurde noch kurz vor der Julirevolution in Frankreich durch den Sturz des konservativen Regiments im Kanton Tessin bestätigt. Das Tessiner Volk konnte noch am 4. Juli 1830 einen liberalen Verfassungsentwurf annehmen und in den anschliessenden Neuwahlen eine liberale Mehrheit in die Räte bestellen. Die Tagsatzung hob schliesslich unter Druck der Volksmeinung die Pressezensur auf.
Die Welle der liberalen Erneuerung, die als Folge der Julirevolution in Paris durch die Schweiz ging, erfasste zuerst den Kanton Thurgau. Dort war die Stimmung bereits durch den liberalen Pfarrer Thomas Bornhauser aufgeheizt worden. Zwei Volksversammlungen in Weinfelden im Oktober und November führten zur Einführung einer neuen Kantonsverfassung, in der die direkte Wahl der Abgeordneten durch das Volk sowie das Öffentlichkeitsprinzip in der Verwaltung verankert wurden. Die liberalen Bewegungen in den Kantonen Zürich (Ustertag, 22. November) und Aargau (Versammlung von Wohlenschwil, 7. November) folgten und setzten ebenfalls liberale Verfassungen durch. In Luzern kam es ebenfalls, trotz der Revision von 1829, zu einer neuen Volksbewegung aus radikalliberalen, demokratischen und bäuerlichen Gruppierungen, die sich in der Versammlung von Sursee (21. November) manifestierte. Nach einem gewaltsamen Zusammenstoss der Radikalliberalen unter Jakob Robert Steiger und der Bauernbewegung unter Josef Leu in Sempach am 24. Januar 1831 spaltete sich diese Volksbewegung wieder, und die Radikalliberalen drückten ihren Verfassungsentwurf im Alleingang durch. Schliesslich folgten die Kantone St. Gallen (Volksversammlungen zu Altstätten, 5. Dezember, und St. Gallenkappel, 10. Dezember) und Solothurn (Versammlung von Balsthal, 22. Dezember), wo Gallus Jakob Baumgartner und Joseph Munzinger die volle Anerkennung der Volkssouveränität durchsetzten.
Etwas verzögert reagierte die liberale Bewegung in anderen Kantonen. Während sie sich in Freiburg mit Schwerpunkten in Murten und Bulle gegen die Konservativen nicht durchsetzen konnte, machte sie sich in den Kantonen Appenzell Ausserrhoden und Bern langsamer bemerkbar. In Bern waren die Städte Porrentruy und Burgdorf Hochburgen der Liberalen. Die Brüder Schnell aus Burgdorf, Stadtschreiber Johann Ludwig Schnell, Anwalt Karl Schnell und Hans Schnell, versammelten in Münsingen am 10. Januar 1831 15'000 Menschen und erreichten schliesslich von der aristokratischen Regierung die Aufstellung eines Verfassungsrates und die liberale Verfassungsrevision.
In Basel, Neuenburg und Schwyz führte die liberale Bewegung zu politischen Unruhen, die zeitweise sogar zu bürgerkriegsähnlichen Zuständen eskalierten. Die konservativ-aristokratische Regierung in der Stadt Basel war zuerst angesichts der Regeneration überhaupt nicht bereit, liberalen Forderungen aus der Basler Landschaft nach politischer Gleichheit nachzukommen (Petition von Bad Bubendorf, 18. November 1830). Erst als die Volksbewegung an Kraft zunahm, bot die Stadt der Landschaft Konzessionen in der Form einer revidierten Verfassung an, die der Landschaft mehr Sitze im Grossen Rat zugestand (Stadt 75 Sitze; Landschaft 79 Sitze), aber nicht die Vertretung gemäss Bevölkerungszahl als Grundsatz hatte. Als in der Landschaft die Stimmung aufgeheizt blieb und ein weiterer Volkstag in Liestal weitergehende Forderungen präsentierte und am 7. Januar 1831 eine provisorische Regierung der Landschaft aufgestellt wurde, reagierte die Stadt mit militärischer Intervention. Die von der Stadt angebotene Verfassung wurde darauf vom Volk angenommen und die Führer des Landvolkes abgeurteilt, was eine neuerliche Provokation der Liberalen bedeutete. Eine weitere militärische Konfrontation von städtischen Truppen und landschaftlichen Aufständischen führte zu keinem klaren Ergebnis und endete in der Konstituierung des Kantons Basel-Landschaft am 17. März 1832.
Im Kanton Neuenburg, der seit 1815 als Fürstentum wieder dem König von Preussen unterstand, gestand König Friedrich Wilhelm III. zwar früh in einem Reglement die Volkswahl eines grossen Teils der Legislative zu, erreichte damit aber nicht die erhoffte Besänftigung der liberalen Republikaner. Ein Handstreich der Republikaner auf Neuenburg erzwang auf Nachsuchen der konservativen Neuenburger Regierung eine militärische Intervention der Tagsatzung am 28. September 1831. Als Kompromiss sollte nach einer Amnestie eine Volksabstimmung über die Loslösung von Preussen stattfinden. Das entschiedene Vorgehen des preussischen Statthalters gegen die Republikaner nach dem Abzug der eidgenössischen Truppen provozierte eine erneute republikanische Erhebung im Dezember 1831, die jedoch von den Royalisten militärisch niedergeworfen wurde. Die republikanische Bewegung wurde nun gewaltsam unterdrückt, und die Royalisten ersuchten den preussischen König um die Trennung von der Eidgenossenschaft, die dieser jedoch ablehnte.
Ähnlich wie in Basel war auch im Kanton Schwyz die liberale Bewegung fast ausschliesslich in den politisch gegenüber den «altgefreiten» Bezirken des Kantons benachteiligten äusseren Bezirken March, Vorderer Hof, Einsiedeln und Küssnacht konzentriert. Die Unnachgiebigkeit der Konservativen veranlasste hier die Liberalen, an der Volksversammlung von Lachen am 6. Januar 1831 eine eigene provisorische Verwaltung zu bestellen und nach vergeblichen Vermittlungsversuchen der Tagsatzung sich auf der Basis eines liberalen Verfassungsentwurfes am 27. April 1832 als «Kanton Schwyz äusseres Land» zu konstituieren.
Die liberalen Kantone suchten angesichts der Unruhen in Schwyz, Neuenburg und Basel die Legitimation ihrer neuen Verfassungen durch die Tagsatzung, was diese jedoch am 19. Juni 1831 verweigerte. Auf kantonaler Ebene bildeten sich deshalb sogenannte Schutzvereine zur Verteidigung der liberalen Verfassungen, die auch den Liberalen in Neuenburg, Basel und Schwyz Unterstützung zukommen liessen. Die kantonalen Schutzvereine vereinigten sich schliesslich am 25. September 1831 in Langenthal zum «Allgemeinen Schweizerischen Schutzverein». Auf Veranlassung der liberalen Führer Johann Jakob Hess, Casimir Pfyffer, Gallus Jakob Baumgartner, Melchior Hirzel und Karl Schnell bildeten schliesslich die Kantone Zürich, Bern, Luzern, Solothurn, St. Gallen, Aargau und Thurgau am 17. März 1832 das sog. Siebnerkonkordat, ein Bündnis kollektiver Sicherheit, das jedem Kanton zusicherte, von den anderen gegen einen konservativen Umsturz von aussen geschützt zu werden. Die so gestärkte liberale Mehrheit der Tagsatzung anerkannte schliesslich nach erneuten militärischen Konfrontationen die Kantonsteilung in Basel provisorisch am 14. September 1832 und diejenige in Schwyz am 29. April 1833. Das Siebnerkonkordat war ein liberaler Sonderbund, der wie später der konservative Sonderbund klar gegen den Bundesvertrag von 1815 verstiess. Er war einerseits unnötig, da die konservativen Kantone entschieden die kantonale Souveränität verteidigten und keine militärische Intervention in den liberalen Kantonen planten und schuf andererseits einen gefährlichen Präzedenzfall.
Die Anerkennung der liberalen Halbkantone Basel-Landschaft und Ausserschwyz durch die Tagsatzung bewog die konservativen Kantone Uri, Innerschwyz, Obwalden, Nidwalden, Neuenburg und Basel-Stadt, ihrerseits am 14./15. November 1832 den sogenannten Sarnerbund zu schliessen, der jedoch kein formelles Bündnis war. Ziel des Bundes war, die jüngsten Kantonsteilungen rückgängig zu machen. Die Mitglieder verständigten sich darauf, jede Tagsatzung zu boykottieren, an der Vertreter aus Basel oder Schwyz teilnehmen würden. Der Sarnerbund führte deshalb 1833 in Schwyz zwei Gegentagsatzungen durch. Nun verständigten sich die Regierungen von Schwyz und Basel darauf, die Kantonsteilungen militärisch rückgängig zu machen. Am 31. Juli/1. August 1833 gingen die Schwyzer gegen Küssnacht vor (→Küssnachter Handel) und am 2. August griffen baselstädtische Truppen die Landschaft an, wurden aber am 3. August bei Pratteln geschlagen. Darauf beschloss die Tagsatzung, Truppen auszuheben und Basel und Schwyz militärisch zu besetzen. Die verbleibenden Kantone der nun liberal dominierten Tagsatzung beschlossen am 12. August 1833, den Sarnerbund aufzulösen. Während die Intervention der Tagsatzung in Schwyz zur Gewährung der politischen Gleichheit für den ganzen Kanton führte und so die Wiedervereinigung der Kantonsteile ermöglichte, führte die verfahrene Situation in Basel zur endgültigen Anerkennung der Kantonsteilung durch die Tagsatzung am 26. August 1833 (→Basler Kantonsteilung).

## Das Scheitern der Bundesrevision 1833 und die Spaltung der liberalen Bewegung

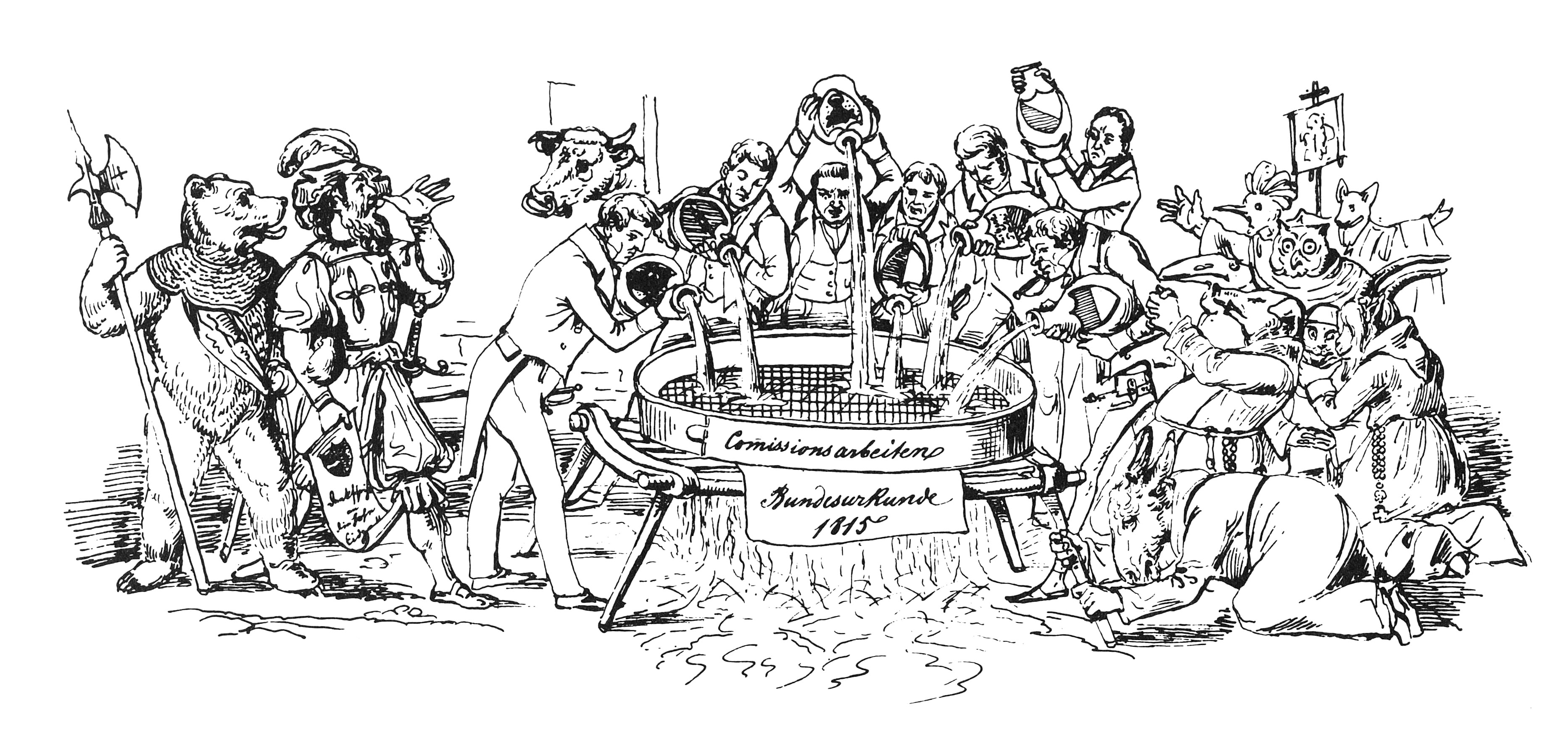
Karikatur auf die Kommissionsarbeiten zur Bundesrevision 1833 von Heinrich von Arx

Das liberale Bedürfnis einer Revision des Bundesvertrages von 1815 wurde durch eine Flugschrift von Casimir Pfyffer breiten Massen zugänglich gemacht. Am 19. August 1831 stellte dann der Kanton Thurgau in der Tagsatzung den formellen Antrag auf eine Revision des Bundesvertrages. In einer ersten Abstimmung erhielt das Anliegen jedoch lediglich acht Stimmen und wurde vertagt. Schliesslich hiess die Tagsatzung am 16. Juli 1832 mit 13 Stimmen die Revision gut und bestellte eine 15-köpfige Kommission, um eine Revision vorzubereiten. Die Kantone spalteten sich in drei Gruppen:
- Freiburg, Glarus, Graubünden, Neuenburg und Schaffhausen waren für eine unveränderte Beibehaltung des Bundesvertrages.
- Bern, Genf, Luzern, Solothurn und Waadt waren für beschränkte Reformen.
- Aargau, St. Gallen, Thurgau, Zug und Zürich verlangten weitgehende Reformen und eine stärkere Zentralisierung.

Die Hauptarbeiten zur Vorbereitung der Revision wurden von Gallus Jakob Baumgartner und Pellegrino Rossi übernommen. Ihre Entwürfe («Pacte Rossi») sahen die Einrichtung ständiger Bundesbehörden vor:
- Einrichtung eines ständigen Bundesrates mit fünf Mitgliedern, präsidiert durch einen «Landammann der Schweiz» als Bundesoberhaupt.
- Luzern sollte Hauptstadt der Schweiz werden, wo der Bundesrat und der Landammann ihren Sitz haben sollten.
- Ein auf sechs Jahre bestelltes Bundesgericht sollte als oberste richterliche Behörde fungieren.
- Als Parlament war eine Tagsatzung mit gesetzgebenden Kompetenzen vorgesehen, in der jeder Kanton mit gleich vielen Ständevertretern vertreten sein sollte. Die Ständevertreter sollten jedoch ausser in Fragen von Krieg und Frieden, Revision des Bundesvertrages oder Staatsverträgen nicht an die Instruktionen aus den Kantonen gebunden sein.
- Eine Vereinheitlichung der Zölle, der Masse und Gewichte sowie des Post-, Münz- und Heerwesens sollte umgesetzt werden.[5]

Der Entwurf enthielt als Konzession an die konservativen Kantone anstelle eines Parlaments aus Volksvertretern mit Delegationen aus den Kantonen gemäss Bevölkerungsstärke eine Beibehaltung des Grundprinzips der Gleichberechtigung der Kantone. Gerade dieser Teil des Entwurfes verringerte die Aussicht, einen Teil der liberalen Kräfte ohne die Unterstützung der Konservativen gewinnen zu können. Die radikal-liberalen Kräfte unter Führung von Troxler verlangten nun anstelle der Revision durch eine Kommission nationale Wahlen zu einem Verfassungsrat. Zahlreiche Kantone, darunter auch die liberale Waadt, wendeten sich grundsätzlich gegen jegliche Untergrabung der kantonalen Souveränität. Auch das Ausland, besonders Metternich, war gegenüber der Revision kritisch eingestellt, da der Bestand der Kantone und die Neutralität durch die Grossmächte garantiert wurden. Im Falle einer Bundesrevision drohte er mit der Aberkennung der Neutralität.
Im März 1833 änderte die Tagsatzung in Zürich die Verfassungsrevision noch einmal im föderalistischen Sinn ab. Als die Revision im Juli jedoch zur Abstimmung in die Kantone ging, erreichte sie nicht einmal eine knappe Mehrheit in den Abstimmungen in den Kantonsparlamenten, da sie den Liberalen zu wenig bot und den Konservativen zu weit ging. Die Volksabstimmungen fielen noch deutlicher negativ aus, auch in Luzern, das als Hauptstadt vorgesehen war. Die Tagsatzung hielt zwar in der Folge am Revisionsbeschluss fest, nationale Reformen unterblieben jedoch bis 1847.

## Die Parteien in der Eidgenossenschaft nach 1833
Die Auseinandersetzungen um die Bundesrevision hatten eine Spaltung der liberalen Bewegung in zwei Gruppierungen zur Folge, die Radikalen und die Liberalen bzw. Freisinnigen. Auf der anderen Seite sammelten sich die oppositionellen und konservativen Kräfte:
- Die Radikalen (von lateinisch radix ‚Wurzel‘): Vertreter dieser Gruppierung verlangten eine Erneuerung der Schweiz von Grund auf. Sie wandten sich gegen die Kompromisse von 1830, und die besonders kämpferischen «stürmischen» Radikalen Josef Anton Henne, Basil Ferdinand Curti, Johann Baptist Weder, James Fazy, Henri Druey, Ulrich Ochsenbein und die Gebrüder Wilhelm Snell und Ludwig Snell sowie Ignaz Paul Troxler schreckten auch vor revolutionärer Gewaltanwendung nicht zurück. Sie gründeten den sog. Nationalverein, der den Kampf für die Bundesrevision weiterführen sollte, und organisierten in Zusammenarbeit mit radikalen Emigranten die Vereinigung «Junge Schweiz». Weitere gemässigte Radikale waren Casimir Pfyffer, Johann Jakob Hess, Gallus Jakob Baumgartner und Hungerbühler. Ein wesentliches Merkmal der Radikalen war neben der Neigung zum revolutionären Umsturz das Eintreten für einen starken laizistischen «Volksstaat». In ihrer Doktrin, die auf Hegel und Feuerbach zurückging, lehnten sie jegliche Gewalt, die nicht direkt ihre Legitimation vom Volk erhielt, ab. Zur Beteiligung des Volkes an den legislativen und judikativen Prozessen im Staat forderten sie das obligatorische Gesetzesreferendum und die Einführung von Geschworenengerichten. Um möglichst alle Bewohner des Landes an der Regierung zu beteiligen, betrieben die Radikalen die Senkung des Stimm- und Wahlrechtsalters und die erleichterte Niederlassung für Kantonsfremde. Die Freiheit des Einzelnen war gemäss radikaler Doktrin gegenüber der Staatsgewalt eingeschränkt. Besonders heftig wandten sich die Radikalen gegen die Religion und die Kirche, einerseits weil sie für den Laizismus eintraten und andererseits weil die Religion eine Hauptbasis für den Kampf der Konservativen gegen den Einheitsstaat war[6] (→ Radikalismus).
- Die Liberalen oder Freisinnigen: Vertreter dieser Gruppierung gaben sich mit dem Erreichten im Allgemeinen zufrieden und lehnten weitere Reformen und besonders gewalttätige Umstürze ab. Sie waren ihrerseits in einen linken und rechten Flügel gespalten. Der rechte Flügel, das «Juste-Milieu», versuchte, ein Auskommen zwischen den Radikalen und Liberalen herbeizuführen. Im Allgemeinen unterschieden sich die Liberalen von den Radikalen auch in ihrer Vision des neuen Staates. Sie betonten stärker den Rechtsstaat und die individuelle Freiheit und sahen den Staat als notwendiges Übel zum Schutz des Einzelnen. Als Methode bekannten sie sich zur friedlichen Entwicklung und wollten den Volkscharakter allmählich durch Bildung umerziehen. Gegenüber dem geräuschvollen, von zahlreichen Publikationen begleiteten Auftreten der radikalen Politiker gingen die Liberalen oder Liberalkonservativen fast unter. Eine weitere Besonderheit der Liberalkonservativen, besonders in der Westschweiz, war ihre Herleitung der individuellen Freiheit vom Willen Gottes und damit ihre religiöse Haltung. Nach Constant sahen sie in der freien Entfaltung der menschlichen Persönlichkeit das höchste Gut, dem alles im Staat unterzuordnen sei. Hervorragende Persönlichkeiten der Liberalen waren Alexandre Vinet und Johann Caspar Bluntschli (→ Liberalismus).
- Die Konservativen verteidigten primär die eidgenössischen Staatsordnungen von 1815. Allerdings umfasste auch diese Bewegung zahlreiche Schattierungen. Keineswegs waren alle Konservativen aristokratisch gesinnt, sondern sie setzten sich teilweise auch für die Erweiterung bzw. Erhaltung der Volksherrschaft und demokratische Verfassungen ein. Besonders die Gemeindeautonomie war für die Konservativen zentral. Sie forderten sogar ein Veto der Gemeinden für jegliche Eingriffe der Staatsgewalt. Die Trennung von Kirche und Staat legten sie jedoch ganz anders aus als die Radikalen und Liberalen. Die «völlige Lehr- und Kirchenfreiheit» gemäss konservativer Lesart sollte die völlige Freiheit der Kirche und ihrer Bildungsinstitutionen vor staatlichen Eingriffen bedeuten, so dass der Bürger frei zwischen der Zugehörigkeit zu einer Konfession wählen und auch seine Kinder in religiösen Bildungseinrichtungen erziehen lassen können sollte. Die Ultramontanen kämpften auch für die Anerkennung eines Treue- und Gehorsamsvorbehalts der Katholiken gegenüber dem Papst. Im politischen Alltag traten die konservativen Katholiken als Verteidiger der Kirche und des katholischen Erziehungssystems gegen liberale Staatsinterventionen ein, während bei den reformierten Konservativen vor allem die Verteidigung der kantonalen Staatskirchen gegen Sekten wie die Erweckungsbewegung oder die Separatisten im Vordergrund stand. Führende Figuren der konservativen Bewegung waren der Solothurner Theodor Scherer-Boccard und der Luzerner Constantin Siegwart-Müller (→ Konservativismus).

## Die Emigrantenfrage in den 1830er Jahren

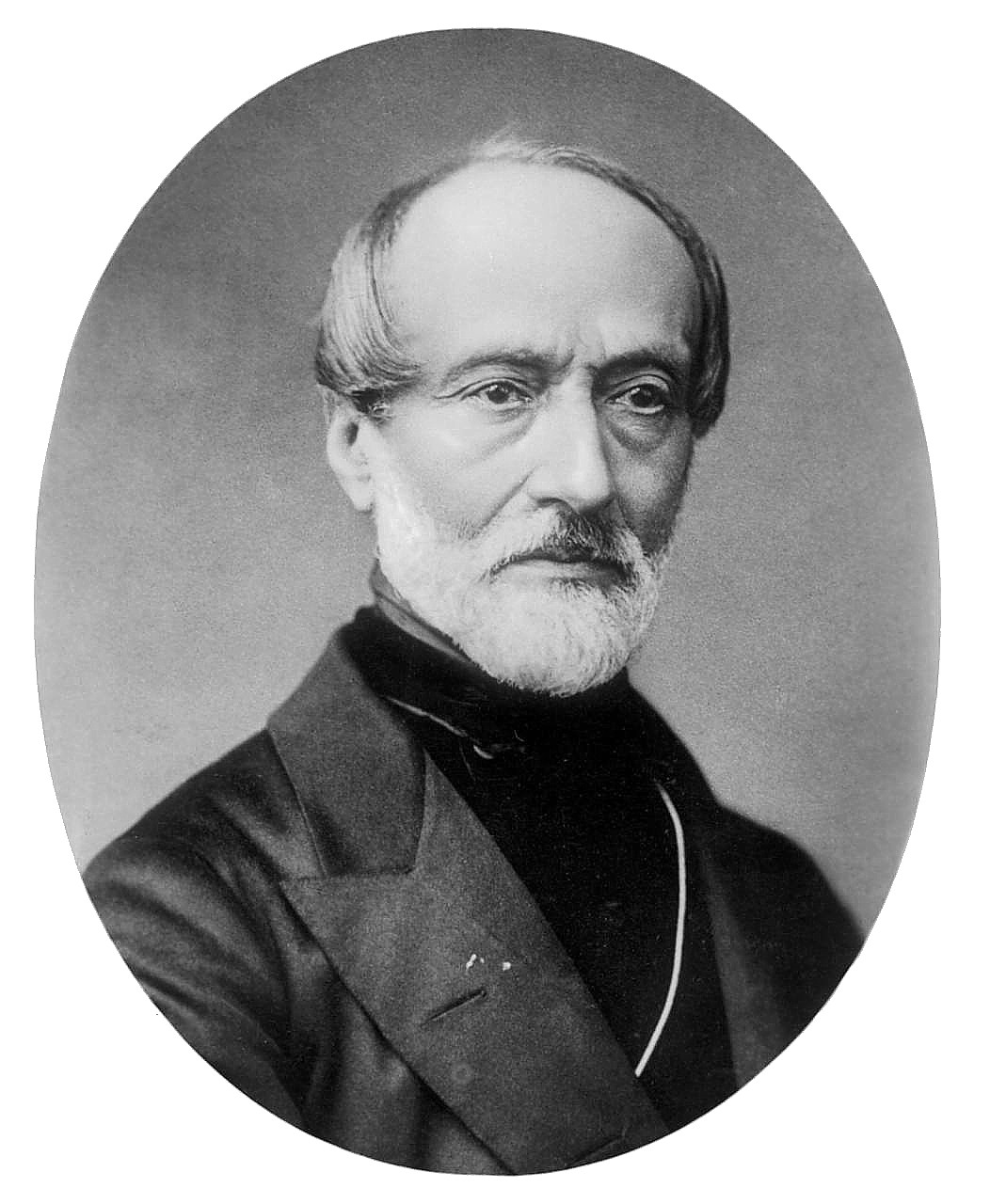
Giuseppe Mazzini

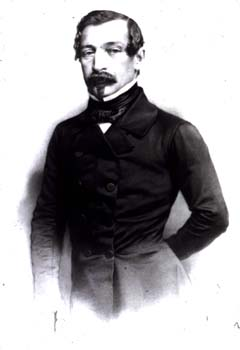
Prinz Charles Louis Napoléon Bonaparte

Als Folge der Niederschlagung der liberalen Revolutionen und Aufstände in Europa flüchteten zahlreiche politische Emigranten in die Eidgenossenschaft, die ein traditionell grosszügiges Asylrecht kannte. Neben zahlreichen deutschen, französischen und italienischen Flüchtlingen gelangten 1833 auch etwa 400 Polen in die Schweiz. Der italienische Nationalist und Revolutionär Giuseppe Mazzini, der sich in den 1830er Jahren zeitweise als Flüchtling in den Kantonen Genf und Solothurn aufhielt, gründete in der Schweiz die Bewegungen Junges Italien, Junges Polen, Junges Deutschland als nationale Sammelbecken der im Exil lebenden Liberalen der jeweiligen Länder. 1834 sammelte er diese im Jungen Europa. Am 1. Februar 1834 unternahm Mazzini mit einer Emigrantentruppe einen Freischarenzug nach Savoyen im damaligen Königreich Sardinien. Da dieser kläglich scheiterte, wurden einige Emigranten auf Druck der Grossmächte ausgewiesen. Eine Reihe weiterer Zwischenfälle folgten. Als in Bern an einem Gartenfest des Deutschen Arbeitervereins die Schwarz-Rot-Goldene Trikolore der liberalen deutschen Nationalbewegung ausgerollt wurde und das Gerücht aufkam, die Bewegung Junges Europa wolle von der Schweiz aus in Süddeutschland liberale Umstürze herbeiführen, eskalierten die politischen Spannungen mit dem Grossherzogtum Baden und Österreich derart, dass Baden seine Armee mobilisierte und Metternich zeitweise die diplomatischen Beziehungen zur Eidgenossenschaft abbrach. Auch mit Frankreich kam es wegen der sog. Conseil-Affäre zu Spannungen, die mit militärischen Drohgesten und einer französischen Grenzsperre gegen die Schweiz endeten. Schliesslich sah sich die Tagsatzung genötigt, im August 1836 das Asylrecht einzuschränken und zahlreiche Flüchtlinge auszuweisen.
Viel bedrohlicher wurde die politische Situation für die Schweiz jedoch im Zuge des sogenannten Napoleonhandels. Prinz Charles Louis Napoléon Bonaparte, der im Kanton Thurgau aufgewachsen war und das Thurgauer Bürgerrecht besass, befand sich seit 1837 wieder in der Schweiz, nachdem er 1836 von Frankreich in die USA ins Exil gegangen war. Als Frankreich seine Ausweisung verlangte, stellten sich die Thurgauer Radikalen hinter den im Kanton populären Prinzen. Als Frankreich erneut Truppen gegen die Schweiz mobilisierte, solidarisierten sich die Liberalen im ganzen Land mit dem Thurgau, die eidgenössischen Truppen wurden ebenfalls mobilisiert und sogar Charles-Jules Guiguer de Prangins zum General ernannt. Eine Eskalation wurde schliesslich nur durch die freiwillige Ausreise Napoleons vermieden.

## Volkstage 1830/31
- 22. Oktober: Weinfelden, Kanton Thurgau
- 7. November: Wohlenschwil, Kanton Aargau
- 18. November: Weinfelden, Kanton Thurgau
- 21. November: Sursee, Kanton Luzern
- 22. November: Uster, Kanton Zürich
- 4. Dezember: Wattwil, Kanton St. Gallen
- 5. Dezember: Altstätten, Kanton St. Gallen
- 22. Dezember: Balsthal, Kanton Solothurn
- 6. Januar: Lachen, Kanton Schwyz
- 10. Januar: Münsingen, Kanton Bern

## Persönlichkeiten der Liberalen in der Regenerationszeit
- Aargau:
  - Kaspar Leonz Bruggisser
- Basel:
  - Wilhelm Snell
  - Ignaz Paul Vital Troxler
- Bern:
  - Johann Ludwig Schnell
  - Karl Schnell
  - Johann Schnell
  - Ulrich Ochsenbein
- Genf:
  - James Fazy
- Luzern:
  - Ignaz Paul Vital Troxler
  - Eduard Pfyffer
  - Casimir Pfyffer
- St. Gallen:

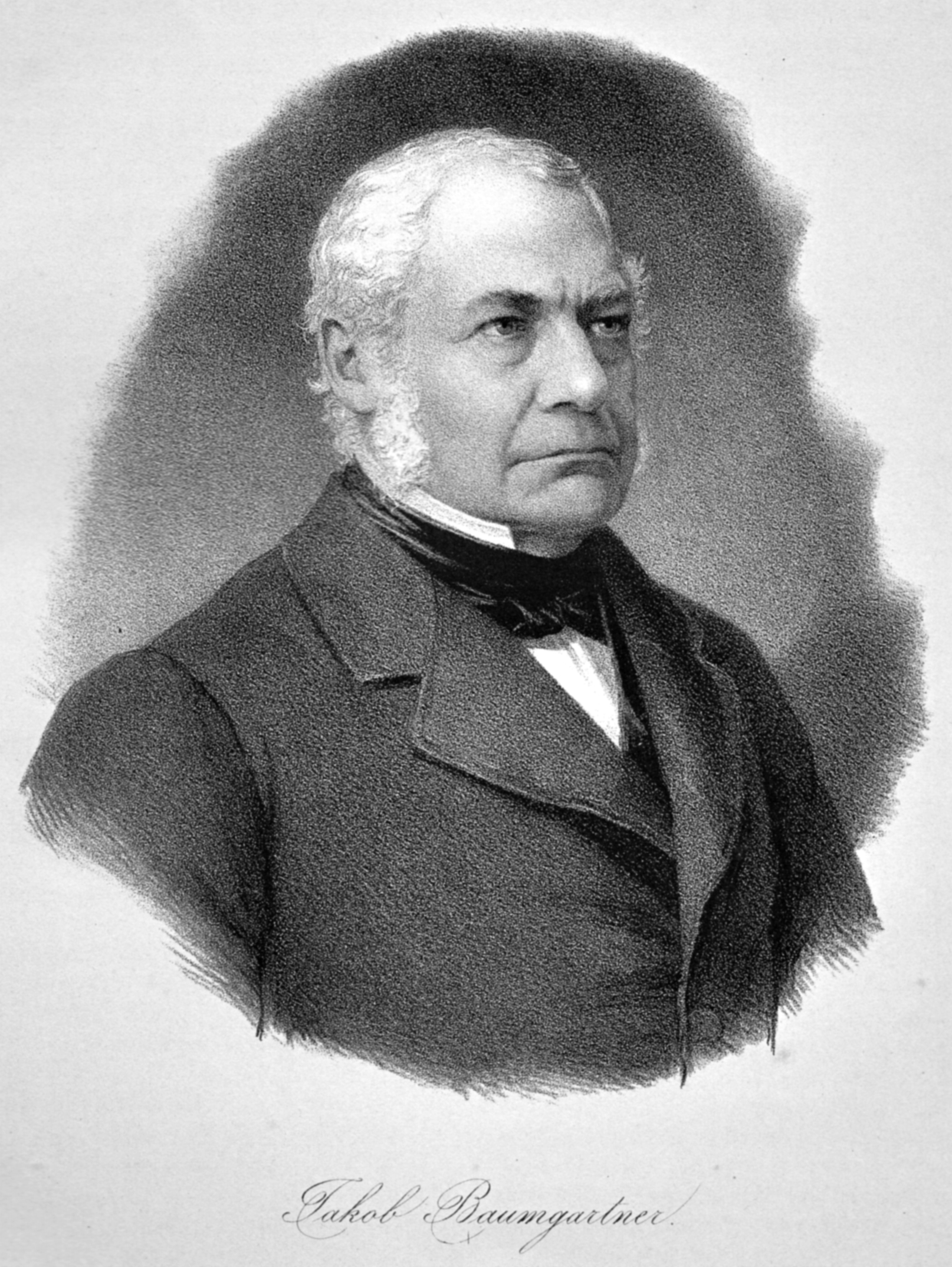
Gallus Jakob Baumgartner aus dem Kanton St. Gallen, Führer der Radikalen 1831–1841

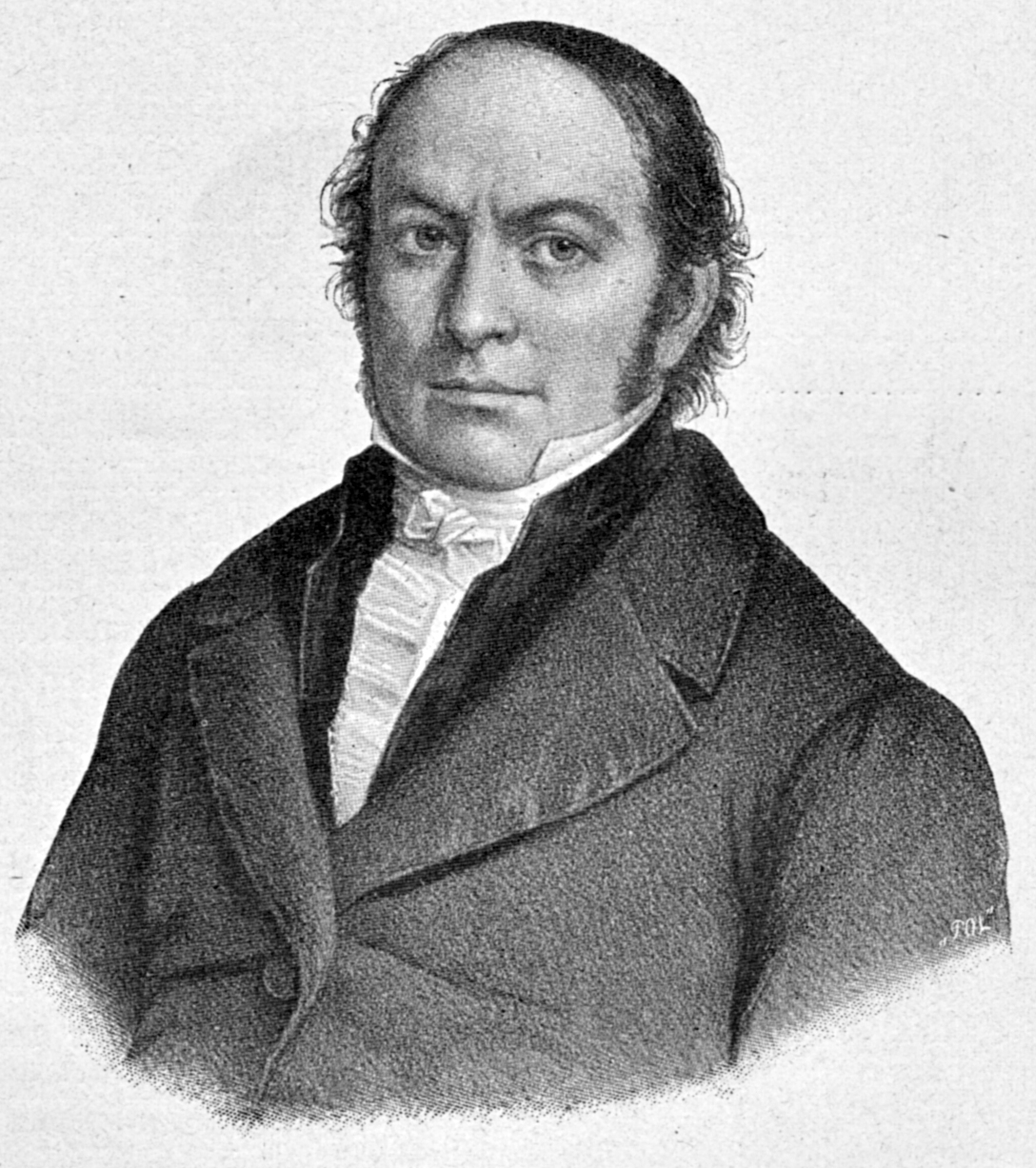
Wilhelm Snell aus dem Kanton Bern

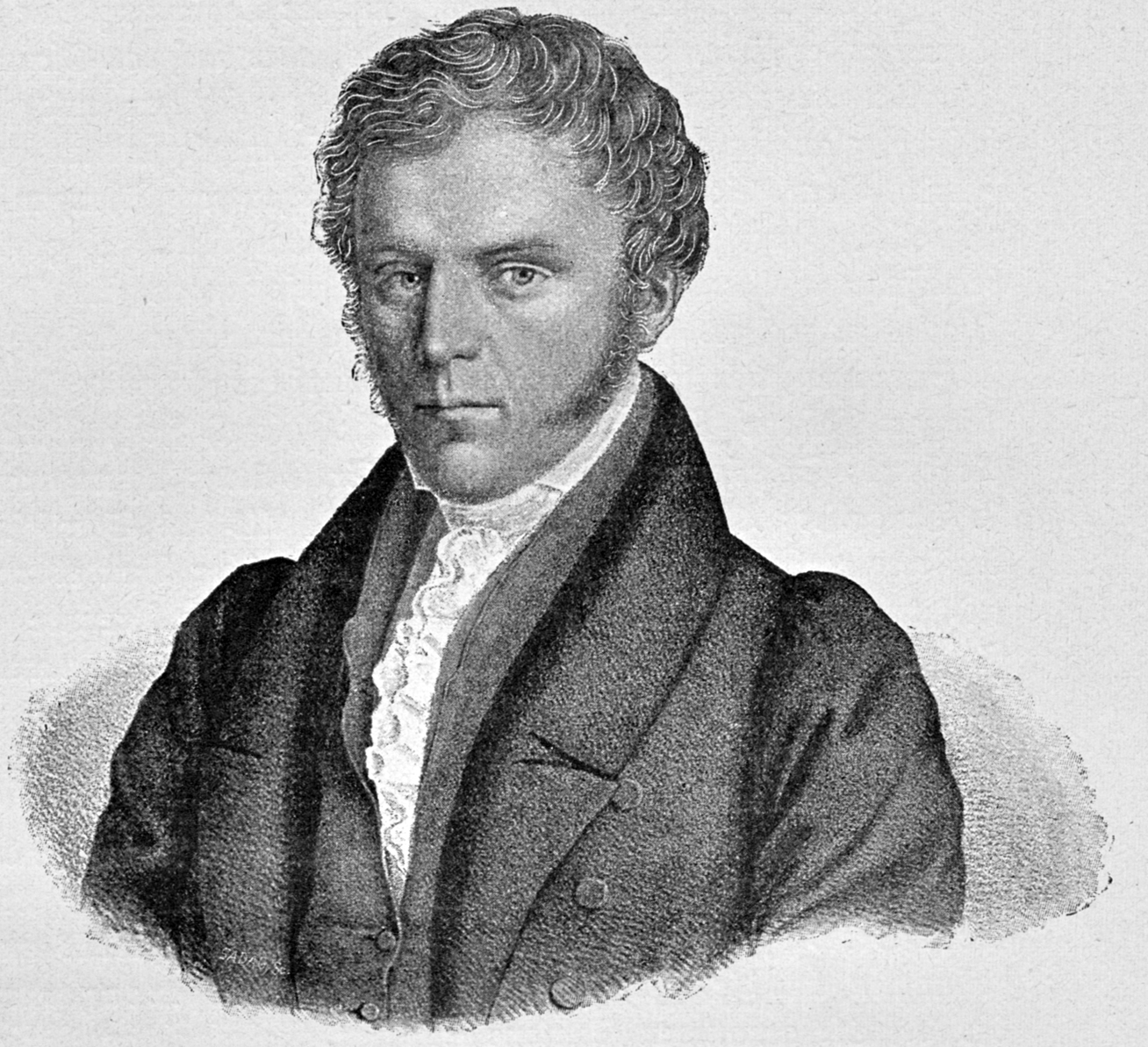
Casimir Pfyffer aus dem Kanton Luzern

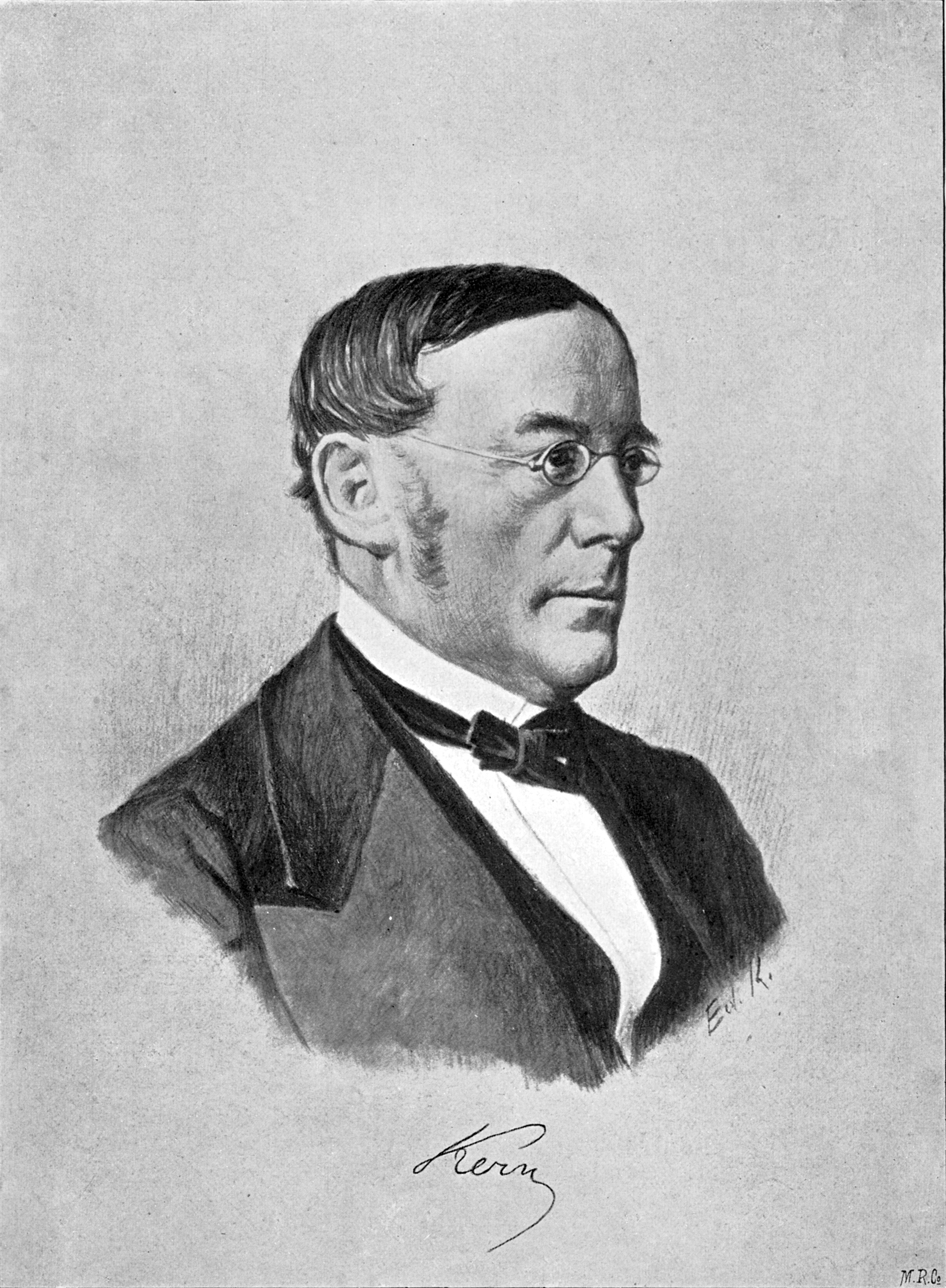
Johann Konrad Kern aus dem Kanton Thurgau

  - Gallus Jakob Baumgartner, Führer der Radikalen im Kanton St. Gallen und in der Eidgenossenschaft 1831–1841, Initiant des Siebnerkonkordats und der Badener Artikel
  - Basil Ferdinand Curti
  - Anton Henne, Publizist, Volksdichter und Historiker
- Solothurn:
  - Joseph Munzinger
- Thurgau:
  - Thomas Bornhauser
  - Johann Konrad Kern
- Waadt:
  - Henri Druey
- Zürich:
  - Paul Usteri, Publizist
  - Ludwig Snell, Staatsrechtler, Publizist; Verfasser des Memorials von Küsnacht
  - Friedrich Ludwig Keller, Führer der Radikalen
  - Johann Jakob Hess